# Francesca Hilton
Constance Francesca Gabor Hilton (New York, 1947. március 10. – Los Angeles, Kalifornia, 2015. január 5.) amerikai színésznő, Gábor Zsazsa lánya.

## Élete
1947-ben született New Yorkban, miután szülei 1946 szeptemberében már elváltak. Apja, Conrad Nicholson Hilton (1887–1979) a Hilton Hotel-lánc alapítója, anyja Gábor Zsazsa magyar származású színésznő és társadalmi aktivista volt, akinek 1991. évi önéletrajza a One Lifetime Is Not Enough (Egy élet nem elég) állítása szerint terhessége az akkori férje, Conrad Hilton által rajta elkövetett nemi erőszak következménye volt.
Gabor Zsazsa egyetlen gyermeke, a Gábor nővérek egyetlen leszármazottja, valamint Conrad Hilton egyetlen lánya. Három féltestvére: Conrad Nicholson Hilton Jr. (1926–1969) volt; William Barron Hilton (1927–2019); és Eric Michael Hilton (1933–2016). Anyjával együtt vett részt annak filmpremierjein, és gyermekkorában lovasversenyeken vett részt.
1947-ben, miközben még csecsemő volt, betörő hatolt be otthonukba, és megkötözte anyját és a házvezetőnőt, és Francesca meggyilkolásával fenyegetett. Több mint 750 ezer dollár értékű ékszert lopott.
Tizenévesen a kaliforniai Beverly Hillsben, a Beverly Hilton Hotelben dolgozott. Amikor apja 1979-ben meghalt, vagyonának nagy részét a Conrad N. Hilton Alapítványra hagyta. Francesca vitatta azt a végakaratot, amelyben csak 100 000 dollárt örökölt, de elvesztette a pert. 1993 októberében feleségül vette Joseph Piche. A pár 2010-ben gyermektelenül elvált. Halálának idején Michael Natsisbe volt az élettársa. Életének nagy részében Los Angelesben lakott.
Mostohaapja, Frédéric Prinz von Anhalt 2005. június 1-jén keresetet nyújtott be ellene egy kaliforniai bíróságon, csalással vádolva őt. A bíróság bizonyítékok hiánya miatt ejtette az ügyet. Hilton tagadta az állításokat. Élete utolsó kilenc évében nyugat-hollywoodi lakásában élt. Miután anyja magatehetetlenné vált (beleértve a beszéd, hallás és látás elvesztését, valamint a teljes demenciát) és mostohaapja gondozására hagyta, Francesca pénzügyileg teljesen tönkrement.[forrás?]

## Karrierje
1971-ben az A Safe Place című filmekben szerepelt és 1974-ben a „The Gravy Train”-ben.[forrás?] Az 1980-as években fotósként dolgozott. A Conrad N. Hilton Alapítványnál is dolgozott.
2008-ban kezdett rendszeresen komikusként fellépni a West Comedy Store-ban. Műsora témája a családja volt. Viccelődött, hogy unokahúgai, Paris Hilton és Nicky Hilton. „rúdtáncosok és pornósztárok”.
A publicistája, Edward Lozzi szerint röviddel azelőtt, hogy 2015-ben meghalt, önéletrajzot írt.

## Halála
Halála idején hajléktalan volt, és egy ideje a lakókocsijában élt. 2015. január 5-én halt meg a Los Angeles-i Cedars-Sinai Kórházban, súlyos stroke következtében, alig több mint két hónappal a 68. születésnapja előtt. Mostohaapja kérelmét holtteste kiadására elutasította a Los Angeles-i kórház, és így a teste hullaházban maradt, amíg a testvérének, Barron Hiltonnak ki nem adták. Családja és Francesca közeli barátai rendezték a temetését. Közel 98 éves anyja, a demenciában szenvedő Gábor Zsazsa nem volt tudatában lánya halálának, és soha nem tájékoztatták róla saját, 2016 decemberében bekövetkezett halála előtt.
Francesca Hilton temetését Nyugat-Hollywoodban, a Szent Ambrus katolikus templomban tartották. Hamvait a Westwood Village Memorial Park temetőben, nagynénje, Gábor Éva sírja közelében helyezték örök nyugalomra.

## Filmszerepei
| Év   | Film cím                             | Szerep             |
| ---- | ------------------------------------ | ------------------ |
| 1999 | Forever Fabulous                     | PTA mama           |
| 1997 | Pterodactyl Woman from Beverly Hills | Helene             |
| 1995 | Liz: Elizabeth Taylor élettörténete  | nő #1              |
| 1974 | A Dion fivérek                       | lány az étteremben |
| 1973 | Cannon (tv sorozat)                  | Carrie             |
| 1973 | Cleopatra Jones                      | tolvaj             |
| 1971 | A Safe Place                         | Noah barátja       |

## Fordítás
- Ez a szócikk részben vagy egészben  a   Francesca Hilton című angol Wikipédia-szócikk ezen változatának fordításán alapul.  Az eredeti cikk szerkesztőit annak laptörténete sorolja fel. Ez a jelzés csupán a megfogalmazás eredetét és a szerzői jogokat jelzi, nem szolgál a cikkben szereplő információk forrásmegjelöléseként.